# Парламентські вибори в Південній Осетії 2009
Вибори парламенту Південної Осетії п'ятого скликання — вибори парламенту самопроголошеної Республіки Південна Осетія, які відбулися 31 травня 2009. Ці незаконні вибори вперше були проведені за пропорційною системою. У виборах взяли участь чотири політичні партії: Комуністична партія Республіки Південна Осетія, Республіканська політична партія «Єдність», Соціалістична партія «Фидибаста» («Вітчизна»), Народна партія Республіки Південна Осетія. 